# Chechelnik
Chechelnik es una asentamiento de tipo urbano sobre el río Savranka, un afluente del río Bug meridional ubicada en el óblast de Vínnytsia, Ucrania. Antes de la Revolución rusa de octubre de 1917. Se encontraba bajo la jurisdicción de la Gobernación de Podolia del Imperio ruso, cerca del óblast de Odesa.
Chechelnyk es el centro administrativo del raión homónimo, una de las 33 regiones del óblast de Vínnytsia. Su economía se basa en la industria alimentaria, especialmente la producción de alcohol.

## Otros nombres
- Chichelnik (en desuso).
- Chechelnyk
- Chetschelnik
- Chitchilnik
- Cicelnic
- Czeczelnik
- Tschetschelnik[2]
- Чечельни́к en ucraniano
- Чечельни́к en ruso

## Historia
Chechelnik fue fundada en el siglo XVI «como un refugio contra los tártaros y los terratenientes».
En 1635, logró el estatus de ciudad.
Entre 1795 y 1812, fue rebautizada Ólgopol. En 1898 la población era de 7000 habitantes, de los cuales 1967 eran judíos. Como la mayoría de Podolia, la ciudad sufrió terriblemente durante la Guerra civil rusa posterior a la Revolución rusa. Durante el verano de 1920, «el sur de Podolia hervía de contrarrevolución... y el condado Ólgopol ―donde se encuentra Chechelnik― era la zona más inestable en toda Podolia».
La escritora brasileña Clarice Lispector (1920-1977) nació en esta ciudad durante una pausa en el viaje de su familia para escapar de Rusia.